# Кампинас (агломерация)

Кампинас на карте.

Кампи́нас (порт. Região Metropolitana de Campinas) — крупная городская агломерация в Бразилии. Центр — город Кампинас в штате Сан-Паулу. Население составляет 2 620 909 человек на 2006 год и 3 043 217 человек на 2014 год. Занимает площадь 3645,67 км². Плотность населения — 834,7 чел./км².

## Статистика
- Валовой внутренний продукт на 2005 составляет 58,06 bilhões [3] реалов (данные: Бразильский институт географии и статистики).
- Валовой внутренний продукт на душу населения на 2004 составляет 19.822,97 реалов (данные: Бразильский институт географии и статистики).
- Индекс развития человеческого потенциала на 2000 составляет 0,835 (данные: Программа развития ООН).

## Состав агломерации
В агломерацию входят следующие муниципалитеты:
1. Американа
2. Артур-Ногейра
3. Кампинас
4. Козмополис
5. Энженьейру-Коэлью
6. Оламбра
7. Ортоландия
8. Индайатуба
9. Итатиба
10. Жагуариуна
11. Монти-Мор
12. Нова-Одеса
13. Паулиния
14. Педрейра
15. Санта-Барбара-д'Оэсти
16. Санту-Антониу-ди-Посси
17. Сумаре
18. Валиньюс
19. Виньеду

Агломерация Кампинас
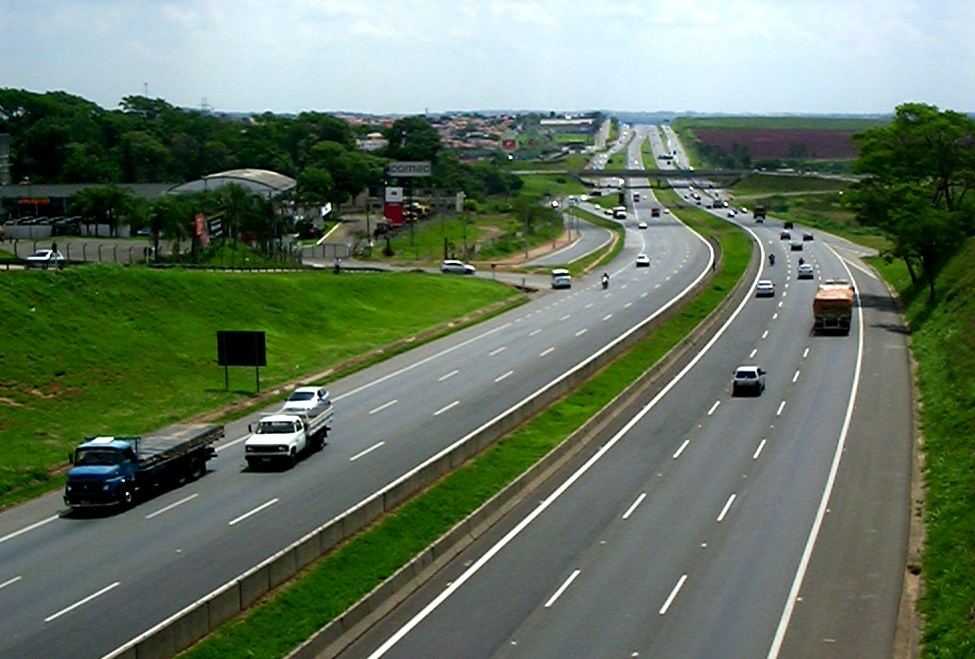
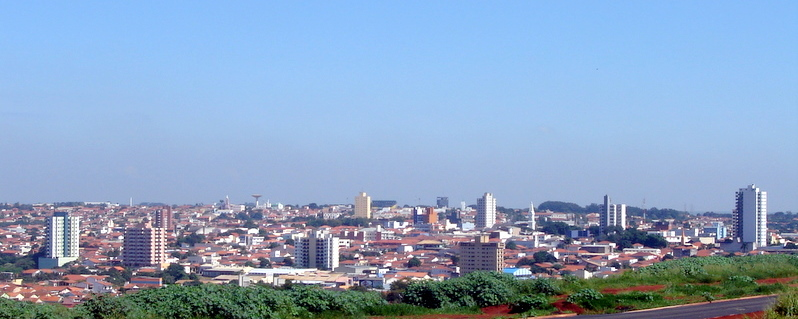
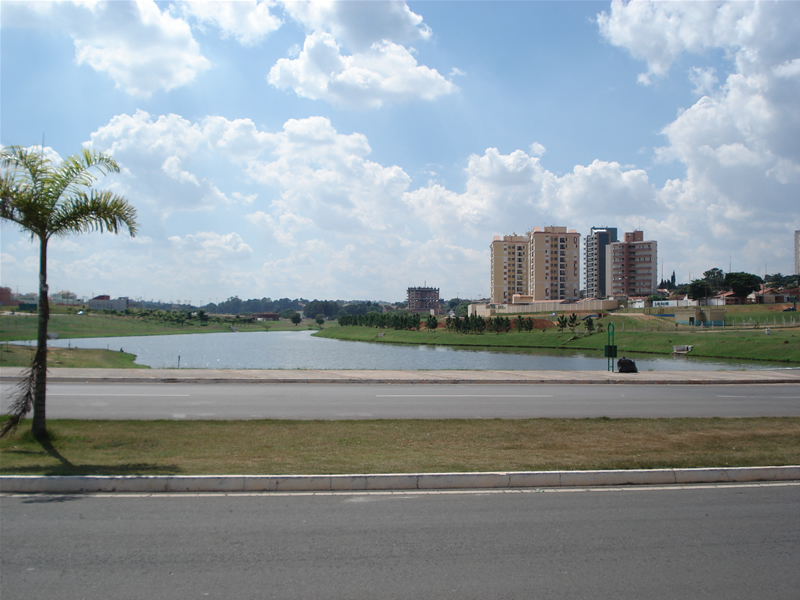